# Sant Julià de la Cirera
Sant Julià de la Cirera és una església del municipi de Sant Feliu Sasserra (Bages) inclosa en l'Inventari del Patrimoni Arquitectònic de Catalunya. De l'antiga església de Sant Julià de Cirera només en queden els fonaments de la planta, reduïts a unes poques pedres. Sembla que constava d'una nau rematada per un absis.

## Història
L'església romànica de Sant Julià de Cirera fou l'antiga parroquial rural del municipi de Sant Feliu Sasserra, situada dins la demarcació històrica de Lluçà i actualment comarca del Bages.
Apareix documentada el 1034 com Sant Julià de "Ciresa". La funció com a parròquia s'esmenta en una llista de totes les del bisbat d'abans del 1154, com a parròquia de "ciresia". Segurament a causa de la despoblació ocasionada per la Pesta Negra del 1348, en una altra llista de parròquies del 1361 ja no hi figura. A partir d'aquest moment passà a ser sufragània o capella de la parròquia de Sant Feliu Sasserra. La seva existència encara es constata el 1685 com a capella rural, però al segle xviii fou abandonada.